# Cantón de Lurcy-Lévis
El cantón de Lurcy-Lévis era una división administrativa francesa, que estaba situada en el departamento de Allier y la región de Auvernia.

## Composición
El cantón estaba formado por nueve comunas:
- Château-sur-Allier
- Couleuvre
- Couzon
- Le Veurdre
- Limoise
- Lurcy-Lévis
- Neure
- Pouzy-Mésangy
- Saint-Léopardin-d'Augy

## Supresión del cantón de Lurcy-Lévis
En aplicación del Decreto nº 2014-265, de 27 de febrero de 2014, el cantón de Lurcy-Lévis fue suprimido el 22 de marzo de 2015 y sus 9 comunas pasaron a formar parte del nuevo cantón de Bourbon-l'Archambault.